# Бакла-Кеш
Бакла-Кеш (перс. باقلاكش) — село в Ірані, у дегестані Генд-Хале, у бахші Тулем, шагрестані Совмее-Сара остану Ґілян. За даними перепису 2006 року, його населення становило 257 осіб, що проживали у складі 63 сімей.

## Клімат
Середня річна температура становить 14,04 °C, середня максимальна – 28,02 °C, а середня мінімальна – -1,42 °C. Середня річна кількість осадків – 1098 мм.
| Клімат поселення                              | Клімат поселення | Клімат поселення | Клімат поселення | Клімат поселення | Клімат поселення | Клімат поселення | Клімат поселення | Клімат поселення | Клімат поселення | Клімат поселення | Клімат поселення | Клімат поселення | Клімат поселення |
| Показник                                      | Січ.             | Лют.             | Бер.             | Квіт.            | Трав.            | Черв.            | Лип.             | Серп.            | Вер.             | Жовт.            | Лист.            | Груд.            |                  |
| Середній максимум, °C                         | 7,86             | 8,54             | 11,55            | 17,41            | 21,87            | 25,31            | 28,02            | 27,69            | 24,54            | 20,81            | 16,06            | 11,46            |                  |
| Середня температура, °C                       | 3,22             | 3,90             | 6,92             | 12,78            | 17,22            | 20,67            | 23,88            | 23,54            | 20,40            | 16,67            | 11,91            | 7,30             |                  |
| Середній мінімум, °C                          | −1,42            | −0,73            | 2,28             | 8,14             | 12,60            | 16,05            | 19,74            | 19,39            | 16,25            | 12,52            | 7,76             | 3,17             |                  |
| Норма опадів, мм                              | 115              | 89               | 83               | 49               | 44               | 28               | 24               | 56               | 119              | 182              | 164              | 145              |                  |
| Середньомісячна швидкість вітру, м/с          | 2.22             | 2.40             | 2.40             | 2.30             | 2.30             | 2.65             | 2.60             | 2.33             | 2.12             | 2.10             | 2.07             | 2.04             |                  |
| Середньомісячна сонячна радіація, кДж/м²·день | 6739             | 8888             | 10956            | 15708            | 20042            | 22473            | 23311            | 19518            | 15982            | 10880            | 8474             | 6450             |                  |
| --------------------------------------------- | ---------------- | ---------------- | ---------------- | ---------------- | ---------------- | ---------------- | ---------------- | ---------------- | ---------------- | ---------------- | ---------------- | ---------------- | ---------------- |
| Джерело:                                      |                  |                  |                  |                  |                  |                  |                  |                  |                  |                  |                  |                  |                  |